# Tashkent Open 2007
Tashkent Open 2007 - жіночий тенісний турнір, який проходив у рамках Туру WTA 2007. Полін Пармантьє виграла титул в одиночному розряді, у фіналі перемігши Вікторію Азаренко, а в парному розряді перемогу здобули Анастасія Якімова і Катерина Доголевич, які у фінальному матчі здолали Тетяну Пучек і Анастасію Родіонову.

## Фінали

### Одиночний розряд
Полін Пармантьє перемогла  Вікторію Азаренко з рахунком 7–5, 6–2

### Парний розряд
Катерина Доголевич /  Анастасія Якімова перемгли  Тетяну Пучек /  Анастасію Родіонову з рахунком 2–6, 6–4, [10–7]